# 帕特里克·克鲁伊维特
柏迪·史提芬·古華特（荷蘭語：Patrick Stephan Kluivert，發音：[ˈpɛtrɪ ˈklœyvərt] ⓘ1976年7月1日—），蘇利南裔荷蘭足球運動員，生于阿姆斯特丹。他於1994年入選荷兰国家足球队，並在队中保持最多入球紀錄，直至2013年被范佩西打破，堪稱1990—2000年代最优秀的荷蘭射手，亦是世界足壇巨星之一。
古華特為現任般尼茅夫翼鋒 —— 祖斯甸·古華特之父。

## 職業生涯
古華特於7歲時加入阿積士青年隊。1994年8月21日，他首次代表阿積士出戰荷蘭超級盃，並在當屆整個賽季中取得入球18次。除了為阿積士連贏兩屆荷甲聯賽冠軍外，他還在1994-1995歐洲聯賽冠軍盃決賽中射入關鍵一球，助阿積士封王。之後，古華特轉投了多家頂級球會，包括意甲的AC米蘭、西甲的巴塞隆拿、英超的紐卡素和西甲的華倫西亞。其中加盟巴塞羅那的首季，已為巴塞羅那贏得西甲聯賽冠軍。
1998年，古華特代表荷蘭出戰時年法國世界杯，並在當屆賽事取得多個入球，幫助荷蘭隊打入四強；兩年後，他在2000年歐洲國家盃八強賽中展現帽子戲法，幫助荷蘭隊以6-1大勝南斯拉夫隊，更憑藉5個入球成為當屆賽事神射手（繼12年前的范巴斯滕後第二位有此成就的荷蘭球員）。
在剛出道時，古華特就展現了極高的天賦，曾被認為是一名大有可為的球員；但自從03-04球季開始，不到三十歲的他的表現卻突然大幅下滑，2004年歐洲杯時他的先發位置已被新人羅本佔去，並被巴塞隆納放棄，離隊後表現卻更是日見低沉，經過多次轉隊仍然無法重拾狀態，最後於2006年重返荷甲聯賽，效力PSV燕豪芬。2007年8月，他與法甲球會里爾簽約一年，卻仍舊沒有表現，合約到期後才即將要滿32歲的他選擇退休。
憑藉早年的優秀表現，古華特於2003年被巴西「球王」比利評選為FIFA 100成員之一。

## 教練生涯
在荷蘭前隊友施多夫麾下擔任喀麥隆國家隊助教，但在2019年7月的非洲國家盃衛冕失敗後，一起在月中被解僱。
2019年7月25日，巴塞隆拿宣佈委任古華特出任球會青年軍總監，任期為兩年，直至2021年夏天。
2025年1月，印度尼西亚足球协会宣布古華特担任国家队教练，合约任期为两年。

## 荣誉

### 俱乐部
阿贾克斯
- 荷兰足球甲级联赛冠軍 : 1994–95，1995–96
- 荷兰超级杯冠軍 : 1994, 1995
- 欧洲冠军联赛冠軍 : 1994–95
- 欧洲超级杯冠軍 : 1995
- 丰田杯冠軍 : 1995

巴塞罗那
- 西班牙足球甲级联赛冠軍 : 1998–99

PSV埃因霍温
- 荷兰足球甲级联赛冠軍 : 2006–07

### 国际比赛
荷蘭國家隊
- 2000年欧洲杯 - 并列最佳射手
- 历史上的最佳射手（40球，截至2004年5月1日)
- 世界盃殿軍 : 1998
- 歐洲國家盃季軍 : 2000[2]

## 外部連結
- 官方网站 （页面存档备份，存于）
- icons個人官網 （页面存档备份，存于）
- footballdatabase：簡介及統計 （页面存档备份，存于）